# مراد الثالث

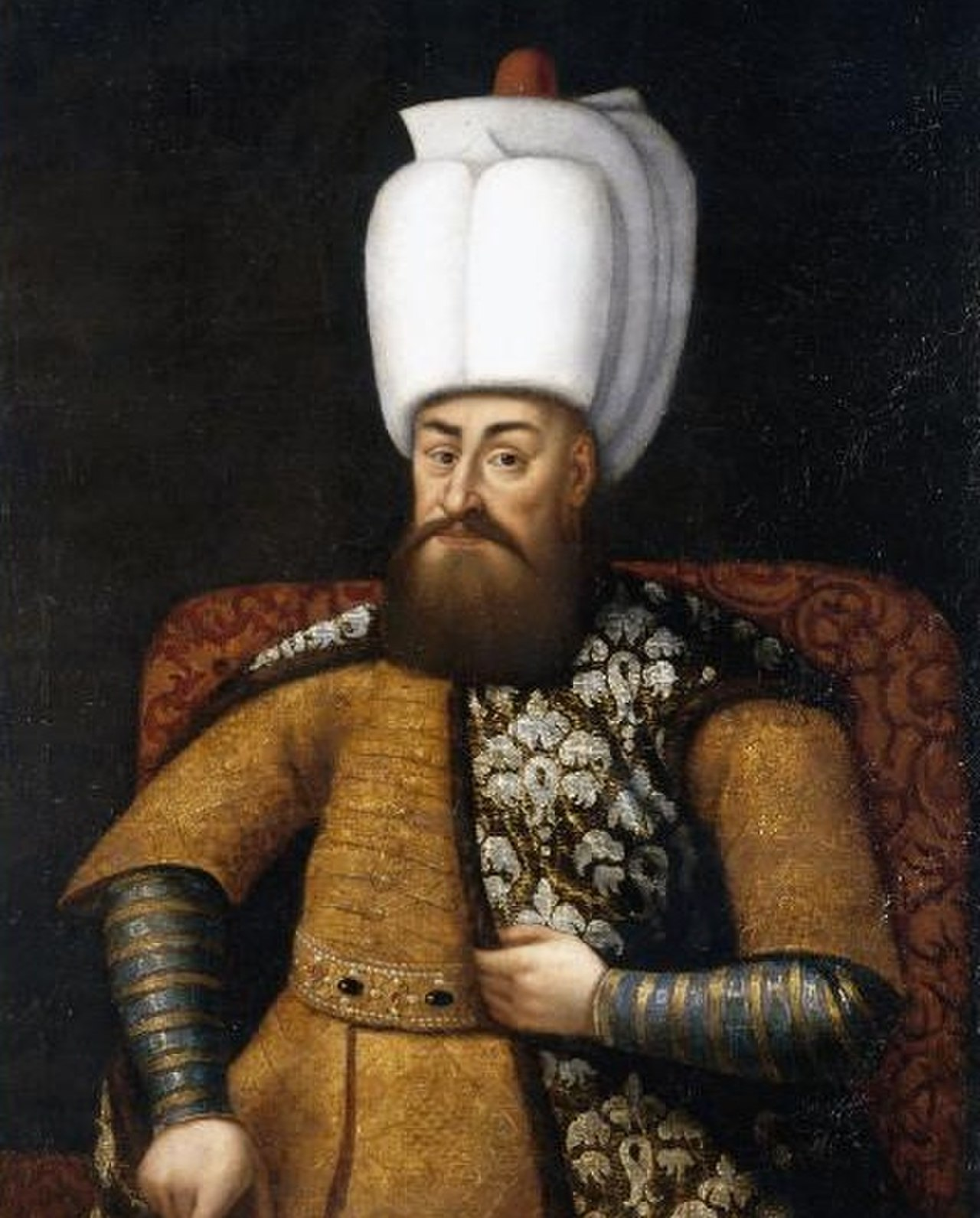
السلطان مراد الثالث

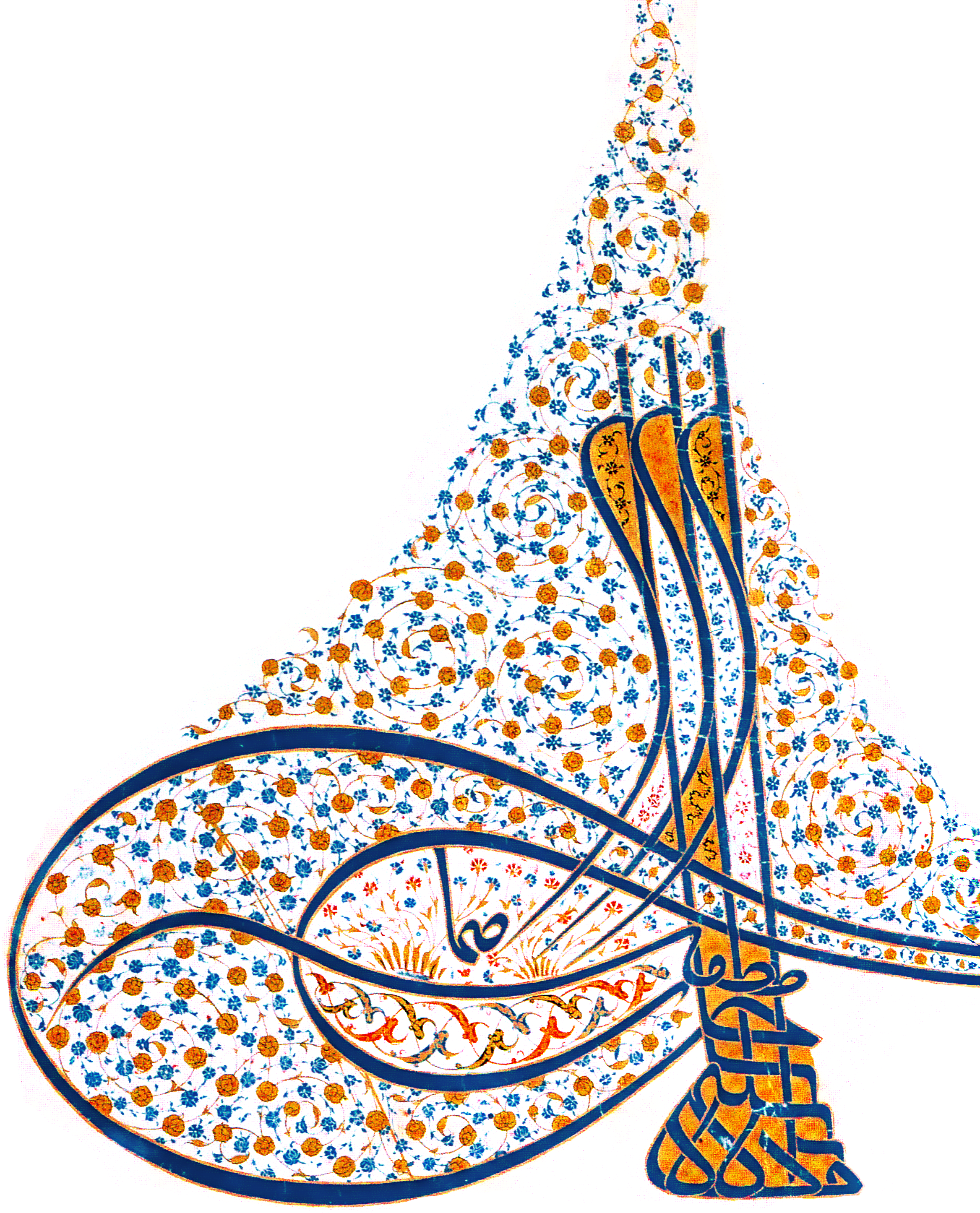
طغراء السلطان مراد الثالث

السلطان مراد بن سليم الثاني بن سليمان القانوني بن سليم الأول بن بايزيد الثاني بن محمد الفاتح بن مراد الثاني بن محمد الأول جلبي بن بايزيد الأول بن مراد الأول بن أورخان غازي بن عثمان بن أرطغرل السلطان الثاني عشر من سلاطين الدولة العثمانية. ولد عام 953 هـ / 4 يوليو 1546م وتوفي 16/15 يناير 1595 م وتولى الخلافة عام 982 هـ / 1574 م بعد وفاة أبيه حتى وفاته 1595 م، وبعد أن تولى السلطة أمر بمنع شرب الخمر، ولكن ثورة الانكشارية أجبرته على ترك هذا القرار، وخلفه ابنه السلطان محمد الثالث.

## عنه
يعتقد أنه أول حفيد ذكر لجده سليمان القانوني وسماه سليمان بنفسه. وعندما وصل لسن البلوغ تم ختانه في حفل كبير وعُيِّن والياً على سنجق آق شيهر طبقاً للعادة العثمانية في إرسال الأمراء لإدارة سناجق لتعلم أمور الدولة، ثم نقل لاحقاً لسنجق مانيسا وظل بها طوال المتبقي من عهد جده وعهد أبيه سليم الثاني. تزوج في مانيسا من جارية بندقية هي صفية سلطان والتي أحبها كثيراً وفضلها على كل قريناته وأنجبت له أول أبنائه وأول ابن حفيد للقانوني وسماه الأخير «محمد» ليصبح لاحقاً السلطان محمد الثالث .
وبعد توليه السلطنة، اصطدم بوزيره الأعظم صقللي محمد باشا الذي كان يدير كافة الأمور ويتحكم بالدولة. ولم يكن السلطان قادراً على عزله بسبب استناد محمد باشا على قوات الانكشارية وتحكمه فيهم وخشية السلطان من أن يؤدي عزله لتمرد القوات الإنكشارية.

## أسرته

### زوجاته
كان مراد الثالث وفيا لزوجته صفية سلطان، و أنجبت له محمد الثالث، لكن أمه نوربانو أصرت أن يكون له حريم أخريات. ومن بينهن كانت باقو الطاهرة، والتي أحبها وتزوجها وجعلها سلطانة.

### أبناؤه
أنجب مراد 19 إبنا، أعدم كلهم بأمر من أخيهم محمد الثالث يوم وفاة أبيه من كبيرهم إلى صغيرهم الذي بلغ بضع أشهر.
- محمد الثالث

### بناته
أنجب مراد 26 بنتا، أعدمت كلهن بأمر من أخيهن محمد الثالث يوم وفاة أبيهن

## العلاقات الخارجية مع أوروبا
أدخل بولونيا (بولندا حاليا) تحت حماية الدولة العثمانية عام 983 هـ، وجدد للدول الأوربية (فرنسا والبندقية) امتيازاتها، وجعل سفير فرنسا مقدما على سائر السفراء الذين تكاثروا على باب السلطنة العثمانية طلبا للامتيازات التجارية، وتمكنت ملكة الإنجليز إيزابلا من استخلاص امتياز تجاري يسمح للسفن التجارية الإنجليزية بأن ترفع العلم الإنجليزي، وقد كانت كل السفن الأوروبية ما عدى سفن جمهورية البندقية تمنع من دخول الموانئ العثمانية إلا في حال رفعت العلم الفرنسي.

## المعارك

### معركة وادي المخازن
حدثت ثورة في مراكش اقتتل فيها ابن الحاكم المتوفى مع عمه الحاكم الشرعي الجديد (أبو مروان عبد الملك)، وانتهى الأمر باستعانة الثوار بالبرتغاليين النصارى الذين جيشوا جيشا كبيرا ضم فيه متطوعة من دول أوروبية مختلفة كقشتالة وإيطاليا بالإضافة إلى العساكر البرتغاليين وأسبغ عليه البابا مباركته واتخذت هذه الحملة الصيغة الصليبية، بينما طلب سلطان مراكش الجديد المساعدة من الخليفة العثماني، فأرسل هذا الأخير العديد من الخبراء العسكريين وفتح الباب للمتطوعين، وانضمت الجيوش العثمانية إلى الجيش المغربي والتقوا مع البرتغاليين والثوار في موقعة القصر الكبير أو وادي المخازن، وعلى الرغم من قلة عدد المدفعية العثمانية (34 مدفع) مقارنة بنظيرتها البرتغالية(40 مدفع)، إلا أن الخبراء العسكريين العثمانيين تمكنوا من أن يشكلوا فعالية من مدافعهم بحيث انتصرت على البرتغاليين والثوار، كما قام الجيش بتدمير الجسر الذي كان يشكل طريق الهروب للجيش الصليبي فغرق الكثير منهم عند محاولتهم الفرار، وقتل سبستيان ملك البرتغال وخيرة جنده، وكان ذلك السبب الرئيسي في خسارة البرتغال موقعها العالمي كقوة عسكرية استعمارية وتجارية احتكرت طرق التجارة مع الهند وسيطرت على المضائق البحرية المهمة لفترة، حيث ضمت البرتغال لإسبانيا التي كانت يحكمها خال الملك القتيل وخسرت استقلالها، وأعيد السلطان الشرعي إلى حكم مراكش، وكثرت الوفود الأوروبية في البلاط المغربي طلبا لود حكامها في تلك الفترة.

المنبر الموجود حاليًا في المسجد النبوي والذي بناه السلطان مراد الثالث

### تجدد القتال مع الصفويين
استغل العثمانيون وفاة طهماسب شاه الدولة الصفوية عام 984 هـ ومقتل ابنه فوجهوا جيشا لاحتلال الكرج ودخلوا عاصمتها تفليس عام 985 هـ ثم أكملوا المسير نحو شيروان في أذربيجان الشمالية فدخلوها عام 986 هـ.

طلب العثمانيون من خان القرم أن يساعدهم في محاربتهم للصفويين، إلا أنه رفض، فوجهوا جيوشهم لتأديبه إلا أنها أنهكت في المسير لوعورة الطريق، وحاصرها خان القرم بجيش كبير. قام عثمان باشا قائد الجيش العثماني بوعد أخو الخان بالحكم إن هو ساعدهم، فقام بقتل أخيه الخان بالسم، فدخل عثمان باشا كافا عاصمة الخان، وعند عودته إلى إسطنبول كوفئ عثمان باشا بتعيينه صدرا أعظما.

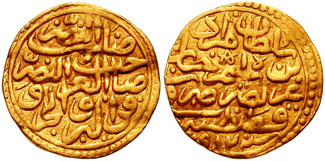
قطع نقدية تعود لعهد مراد الثالث

## مقتل الصدر الأعظم واضطراب النظام العسكري
قتل الصدر الأعظم محمد باشا الصقلي والذي شهد عهد أربعة من سلاطين آل عثمان كان أولهم سليم الأول، وكان قتل هذا الرجل الفذ الذي صان البلاد بعد وفاة سليمان القانوني بدسيسة من الحاشية السلطانية، وتوالى بعدها تنصيب الصدور العظام وعزلهم، ولم يتمكن القادة في البلاد من السيطرة على جنود الانكشارية الذين لم تعجبهم الهدنة بين الفرس والترك، حيث اعتادوا على السلب والنهب فقاموا بثورات عديدة في البلاد التي كانوا معسكرين فيها، ورأى الصدر الأعظم آنذاك سنان باشا أن يشغلهم بالحرب مع النمسا، فتم إرسال عدد كبير منهم إلى المجر، وكانت الحرب سجالا بين الطرفين، ولعل تغيب السلطان عن الخروج على رأس عساكره في المغازي هو ما جعل زمام الانكشارية ينفلت بعد مقتل محمد باشا الصقلي حيث كان هذا الأخير مرهوب الجانب، يدبر أغلب أمور البلاد ويشرف على المغازي بنفسه.
حدثت ثورة قام بها أفراد من أمراء الأفلاق والبغدان وترانسلفانيا وانضموا إلى النمسا فسار إليهم سنان باشا الصدر الأعظم ودخل بوخارست عاصمة الأفلاق ولكن أمير الأفلاق استطاع أن ينتصر في النهاية وانسحب العثمانيون إلى ما بعد نهر الدانوب وخسروا عدة مدن. كان لتلك الأحداث إيذانا ببداية انهيار النظام العسكري العثماني فيما بعد فماذا يرجا من عساكر لا تتبع أوامر قادتها، وتشتغل بالسلب والنهب وشرب الخمر بدلا من إعلاء راية دينها ودرء الأخطار عن ديارها.

## إعادة صنع منبر النبي محمد
قام السلطان مراد بإعادة صنع منبر النبي محمد من الرخام، وزخرف بأروع الزخارف قبل إرساله إلى المدينة المنورة وهو لا يزال موجوداُ داخل المسجد النبوي الشريف حتى يومنا هذا.

## عرف عنه
وصلت حدود الدولة العثمانية في عهده إلى أوجها وذلك عام 1594 وتهديدها فيينا ذاتها بالسقوط ورغم ذلك لم تتمكن الدولة من الحفاظ على فتوحاتها لفترة طويلة. ويعتقد بشكل واسع أن ضعف الدولة العثمانية الذي بدأ في عهد أبيه قد استمر وزاد في عهده رغم عدم إحساس الناس والقادة به في ذلك الوقت، حيث زادت الرشوة إلى حد كبير للدرجة أن السلطان نفسه بدأ لأول مرة في تلقي الرشاوي من رجال الدولة والحاشية، رغبة منه على الأغلب في الحد من نفوذ وزيره الأعظم صقللي محمد باشا. وزادت الرشوة حتى أصبح بعض شيوخ الإسلام والقضاة يأخذوها. كما إزداد تدخل عساكر الإنكشارية في سياسة الدولة وبدءوا يشكلون زمرة الهدف منها تحقيق رغباتهم ومصالحهم الشخصية على حساب الدولة. دخلت الدولة أيضاً في عهده وبدون تدبير في حربين مهلكتين، الأولى ضد الصفويين ورغم النجاحات المستمرة ضدهم والإستيلاء على معظم القوقاز إلا أن الحرب طالت كثيرًا وأرهقت مالية الدولة وخسرت فيها الكثير من الجند، والثانية ضد النمسا والتي خسرت فيها الدولة العثمانية كثيراً نتيجة الضعف الذي أصابها نتيجة الحرب الصفوية ومقتل العديد من القادة الأكفاء وتولي مكانهم قادة عديمي الخبرة والكفاءة بالإضافة للتمردات المستمرة للانكشارية. يضاف إلى ذلك تدخل الحريم بشكل مستمر في شئون الدولة وأبرزهم في ذلك والدته نوربانو سلطان وعمته مهرماه سلطان وشقيقته سلطانة أسمهان ومن ثم أكثرهم تدخلاً ونفوذاً زوجته صفية سلطان حتى غدا بعض الباشوات يتلقون أوامرهم من السلطانات عوضاً عن الديوان. وأكثر السلطان من اتخاذه من المحظيات وقضى معظم وقته معهن وأنجب الكثير من الأبناء يتجازوزن المائة بحسب بعض المؤرخين، لم يبق منهم من الذكور عند وفاته سوى عشرون ذكراً وعدة بنات وقام إبنه وخليفته محمد الثالث بإعدام التسعة عشر أخاً الباقين بمجرد وفاة أبيه . لم يكن السلطان يخرج كثيراً من القصر وحتى صلاة الجمعة التي كان السلاطين يؤدونها بمراسم كبيرة_ إكتفى بأدائها في مسجد القصر وذلك خوفاً على حياته من تمردات الجنود.

## وفاته
توفي الخليفة مراد الثالث عام 1003 هـ / 1595م.